# کارلوس سالاس
کارلوس سالاس (اسپانیایی: Carlos Salas‎؛ زادهٔ ۱۰ اکتبر ۱۹۵۵) بازیکن والیبال اهل کوبا بود.